# 莎菲女士的日记
《莎菲女士的日记》是中国女作家丁玲的一部短篇小说，描述的是年轻女子莎菲的故事。小说以日记作为切入点，描述了莎菲的思想和感情，尤其是人际关系、性和身份。

## 写作背景
《莎菲女士的日记》写于1927年，首次发表在有影响力的《小说月报》上面。故事的主要影响来自丁玲在那个时期的个人经历，包括抑郁、疲劳和贫困。白露（Tani E. Barlow）博士描述了在1927年，丁玲的情况是“悲惨、酗酒、由于政治革命的民族悲剧而造成的颓废以及贫困带来的筋疲力尽，经常在公寓里面过着肮脏的生活……”
从更一般的意义上讲，丁玲是通过女子学校的环境到达以男性为主导地位的文学领域，并参与到了一些中国最复杂的男性作家中间。

## 内容
《莎菲女士的日记》描写了一个女人在小空间里的思想和情感。日记的大部分内容关注的是莎菲女士的浪漫吸引力和性欲望，记载了莎菲情绪和观点的快速波动，体现了在莎菲生活中的各种复杂矛盾，称之为“人格混乱”。
《莎菲女士的日记》在基本的生活观念之上提供了一个非正统的观点。它表达了对于男性坦率的感受：“油腔滑调，欺骗，小心谨慎”……“让我起鸡皮疙瘩”……“混蛋”。
它同时也显示了女人的非常直白的一面：残酷的，坚韧的，自私的（“好消息是有人病得比我还厉害”）……“粗鲁的”。它完全颠倒了传统的道德观念：她的朋友云霖和毓芳的纯洁是“只是无法解释的事情，在生活当中无法解释的事情”。
这个故事显示了一个女性全部的复杂性格和矛盾心态。比如，它显示了莎菲小姐是如何控制苇弟，又为苇弟不懂“爱的技巧”感到无能为力。一个反复出现的主题是，莎菲能够控制和吸引别人，但又不让他们了解她。她被凌吉士外在的美所吸引，她知道凌吉士有着“我所崇拜的美丽外表”与“廉价，却普通的灵魂”。但凌吉士对她就如对任何一个女人一样，只把她当一种面子和陪衬，这是莎菲所知道的。但她却依然被美丽的外表吸引，这便是矛盾的。
莎菲在日记中承认这是她个人经历的一个版本，是在记录她怎样掌控其他人的注意力。故事的最后一段话体现了莎菲情感的复杂和矛盾性，她的情绪范围来自“深刻的痛苦……痛苦……兴奋……狂笑，我对自己感到抱歉……可怜的……”。丁玲使用这个故事来暗示或批评当时中国社会不能容纳一个像莎菲这样充满激情，追求性与爱的独立女性。

## 历史意义
《莎菲小姐的日记》在新文化运动和五四运动中，是一个具有里程碑意义的中国妇女发展运动。小说的潜台词，到故事末尾保持的沉默，其本能欲望被凌吉士吸引和凌吉士的无可救药的无知之间，存在一个不可调和的矛盾体。
同样的历史意义是在小说中内部的自然叙事。相比其他的第一人称叙述的作品，比如具有里程碑意义的鲁迅的《狂人日记》，《莎菲女士的日记》体现了不同寻常的直接和坦白，它展示了人的真实的情绪。

## 比较角度
福楼拜的《包法利夫人》对丁玲的这部作品有着很大的影响。
1. ↑  丁玲, 1904-1986.  第一版. 北京: 京华出版社. 2005. ISBN 7-80724-063-6. OCLC 65132799.